# Air Premia
Air Premia (kor. 에어프레미아㈜) – południowokoreańska linia lotnicza z siedzibą w Seulu. Głównym hubem linii jest port lotniczy Seul-Inczon.
Linia lotnicza została założona w lipcu 2017 przez Kim Jong Chul, byłego prezesa Jeju Air. 16 lipca 2021 koreańskie ministerstwo odpowiedzialne za transport przyznało Air Premia certyfikat zezwalający na prowadzenie działalności komercyjnej. Niecały miesiąc później, 11 sierpnia wystartowało pierwsze połączenie krajowe na trasie z Seulu do Czedżu.
W 2025 przewoźnik obsługiwał połączenia regularne do 8 portów lotniczych w 6 krajach regionu Azji Wschodniej i USA.

## Flota

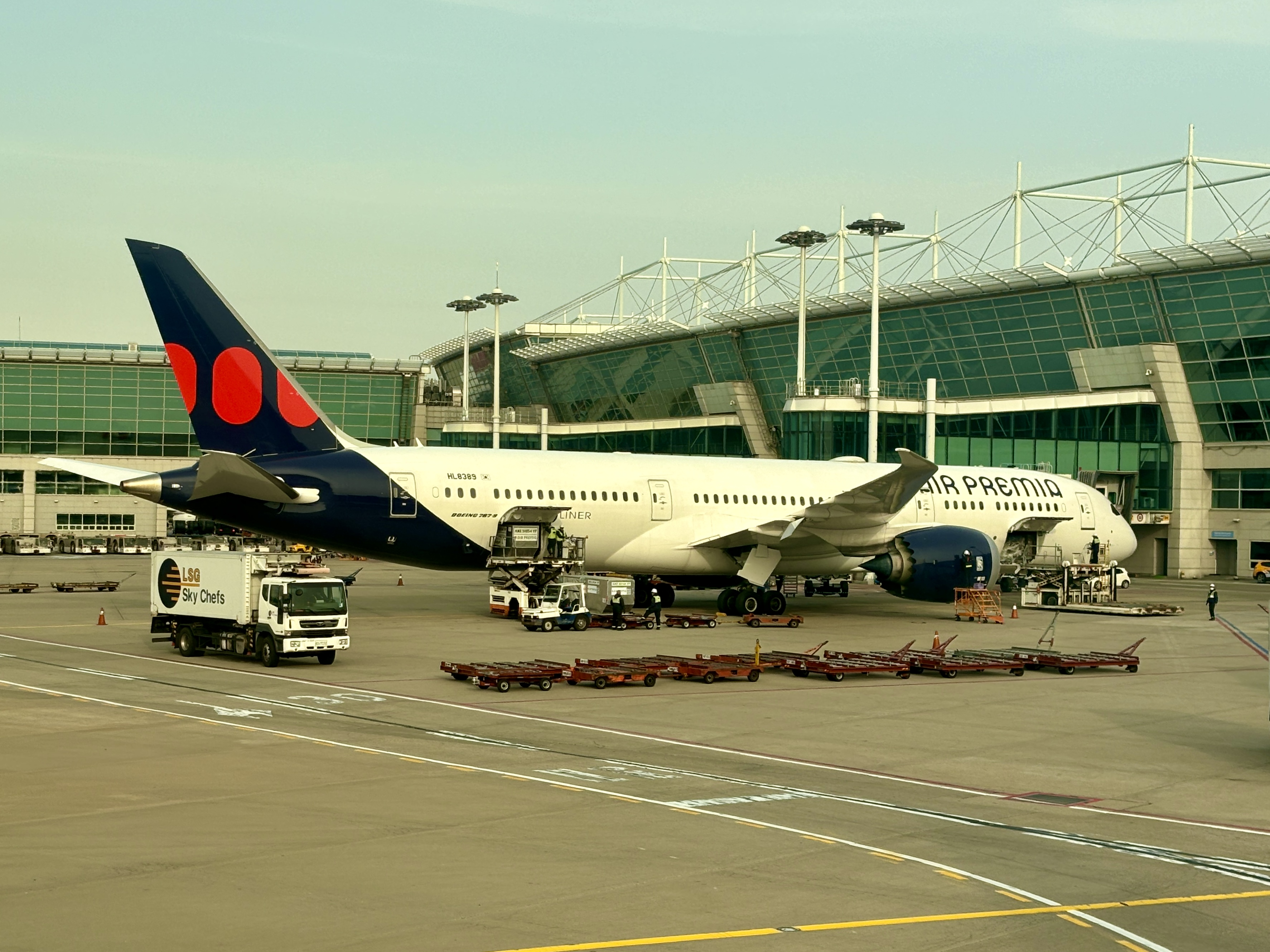
Boeing 787-8 Air Premia na lotnisku w Seulu

Według stanu na sierpień 2025 flota Air Premia składała się z 8 samolotów o średnim wieku 7,1 lat:
| Samolot      | Samolot | Samolot   | Liczba miejsc | Liczba miejsc | Liczba miejsc | Uwagi                                               |
| Model        | Aktywne | Zamówione | P             | E             | Łącznie       | Uwagi                                               |
| ------------ | ------- | --------- | ------------- | ------------- | ------------- | --------------------------------------------------- |
| Boeing 787-9 | 5       | –         | 56            | 253           | 309           |                                                     |
| Boeing 787-9 | 5       | –         | 56            | 282           | 338           |                                                     |
| Boeing 787-9 | 3       | 1         | 35            | 309           | 344           | W trakcie dostawy od 2024, w leasingu od Korean Air |
| Łącznie      | 8       | 1         |               |               |               |                                                     |